# 徐小波 (律师)
徐小波，台灣法律、創投專家。畢業於國立台灣大學法學士，其後赴美國留學，獲塔夫茲大學（Tufts University）佛萊轍法律外交學院外交學碩士學位、紐約大學法學院法律碩士學位。曾擔任國立台灣大學法律系教授、理律法律事務所主持律師。現擔任宇智顧問公司董事長暨執行長、時代基金會執行長。
自1970年代開始，還在國外留學的徐小波即多次配合中華民國政府財經官員，參與國外大型企業合作洽談案。他任職理律法律事務所期間，曾多次促成台灣各行業的第一次大型國際合作案，包括美國商業銀行、麥當勞、美林證券等公司的引進。2000年代，他協助政府推動亞太營運中心。

## 家庭
徐小波父親為中華民國前財政部部長、中央銀行總裁徐柏園，母親為知名婦女權益運動者陸寒波。幼時家中常有名人往來，如陳香梅、雷震、黃少谷、顧正秋、辜嚴倬雲、余範英等均為常客。因見慣達官權貴，故無階級高低的意識，亦不想利用父母的關係與人脈。